# Lam Klat
Lam Klat is een bestuurslaag in het regentschap Aceh Besar van de provincie Atjeh, Indonesië. Lam Klat telt 368 inwoners (volkstelling 2010).